# Pikkelyesfarkúmókus-alkatúak
A pikkelyesfarkúmókus-alkatúak (Anomaluromorpha) az emlősök (Mammalia) osztályába és a rágcsálók (Rodentia) rendjébe tartozó alrend.

## Rendszerezés
Az alrendbe az alábbi 2 család és 9 faj tartozik:
- pikkelyesfarkúmókus-félék (Anomaluridae) Gervais, 1849 – 7 faj
- ugrónyúlfélék (Pedetidae) Gray, 1825 – 2 faj